# Hanna Castberg von der Lippe

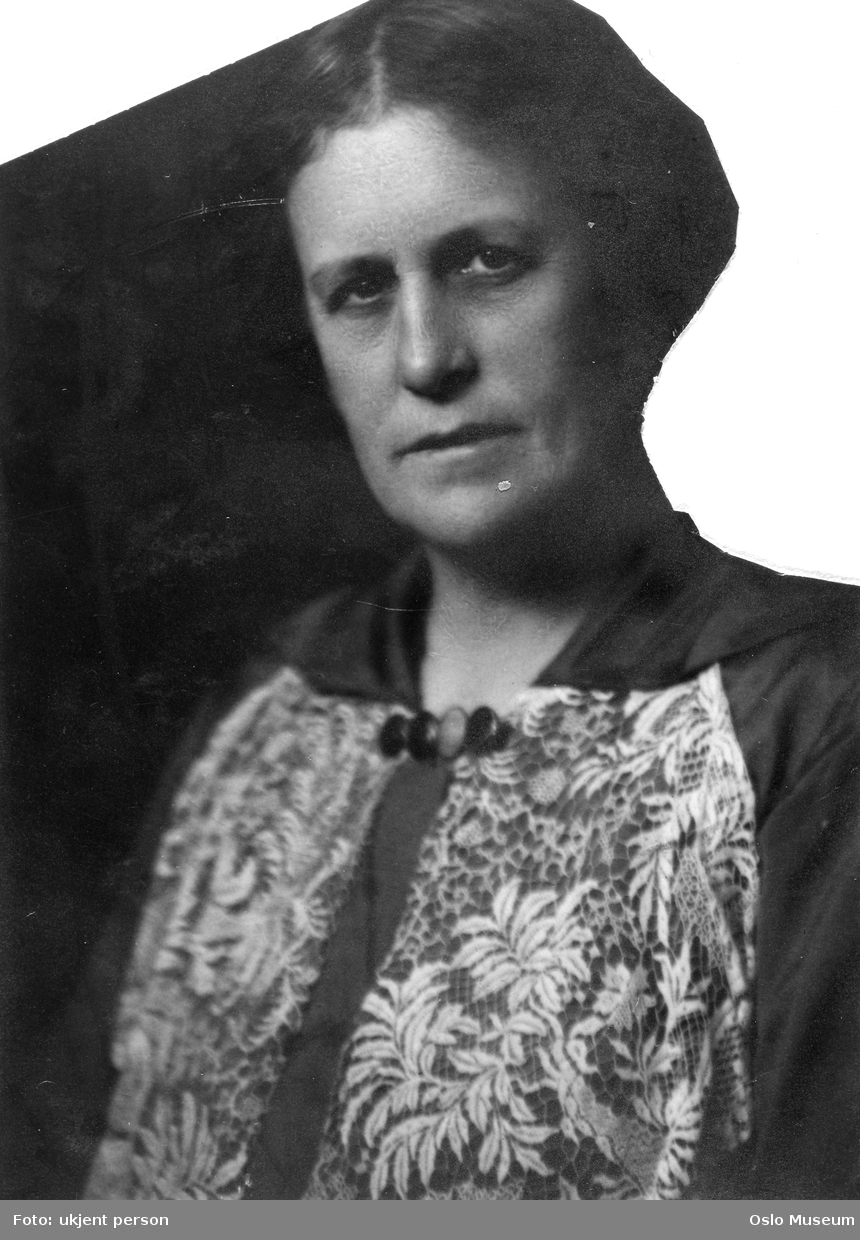
Hanna Castberg (um 1920)

Hanna Castberg von der Lippe, geborene Hanna Castberg (* 31. August 1872 in Skien, Telemark; † 26. Juli 1926 in Oslo), war eine norwegische Lehrerin, Schriftstellerin, Dramatikerin, Journalistin und Gesellschaftskritikerin mit radikalem politischen Engagement und klarem feministischen Standpunkt.

## Familie
Die alte norwegische Familie Castberg hat seit dem 17. Jahrhundert immer wieder prominente Mitglieder hervorgebracht. Hannas Großvater Peter Hersleb Harboe Castberg war Pastor und fünfzehn Jahre lang Parlamentsabgeordneter.
Hannas Vater Johan Christian Tandberg Castberg (1827–1899) war Zollbeamter und ab den 1870er Jahren in Skien ansässig. Dort wurde er Bürgermeister, gründete die (2024 noch existierende) Lokalzeitung Varden (Steinhaufen) und saß für die Liberale Partei Venstre zwölf Jahre lang im Parlament.
Johan Christian gründete mit Hanna Magdalena Frisak Ebbesen (1839–1881) eine auch für damalige Verhältnisse kinderreiche Familie. Hintereinander wurden geboren: Peter Harboe (* 1859), Anna Margrete (* 1860), Jørgen Ebbesen (* 1861), Johan (* 1862), Einar (* 1864), Gunnvar (* 1866), Erling (* 1867), Bjarne (* 1871), Hanna (* 1872), Torgrim (* 1874), Leif (* 1876) und Ragnhild (* 1878). Hanna verlor 1881, als sie neun Jahre alt war, ihre Mutter. Der Vater heiratete 1887 erneut, und zwar Olga Elvira Scheen (1853–1930). Aus dieser zweiten Ehe wurde die Familie um ein weiteres Kind, Sigrun (* 1888), vermehrt.
Mehrere Geschwister Hannas waren prominent: Johan Castberg (1862–1926) war Richter und Politiker, mehrmals Minister, und er setzte 1915 die Gleichstellung unehelicher Kinder und die staatliche Bevorschussung der Alimente durch. Torgrim Castberg (1874–1928) war Geiger und Konzertmeister und gründete 1905 zusammen mit Edvard Grieg die Musikakademie Bergen (heute Griegakademiet). Leif Castberg (1876–1950) war ein bekannter Rechtsanwalt.
Hanna Castberg verheiratete sich am 5. Juli 1900 mit Jakob von der Lippe (1870–1954), einem Schauspieler und Kostümbildner am Nationaltheatret (Nationaltheater). Sie hatten drei Söhne: Frits von der Lippe (1901–1988) war Theaterkritiker und Gründungsdirektor des staatlichen norwegischen Tourneetheaters Riksteatret (Reichstheater). Just Lippe (1904–1978) war Journalist und hoher Funktionär der Kommunistischen Partei Norwegens (NKP). Jens von der Lippe (1911–1990) war Keramikkünstler und Leiter der Kunstgewerbeakademie.

## Karriere

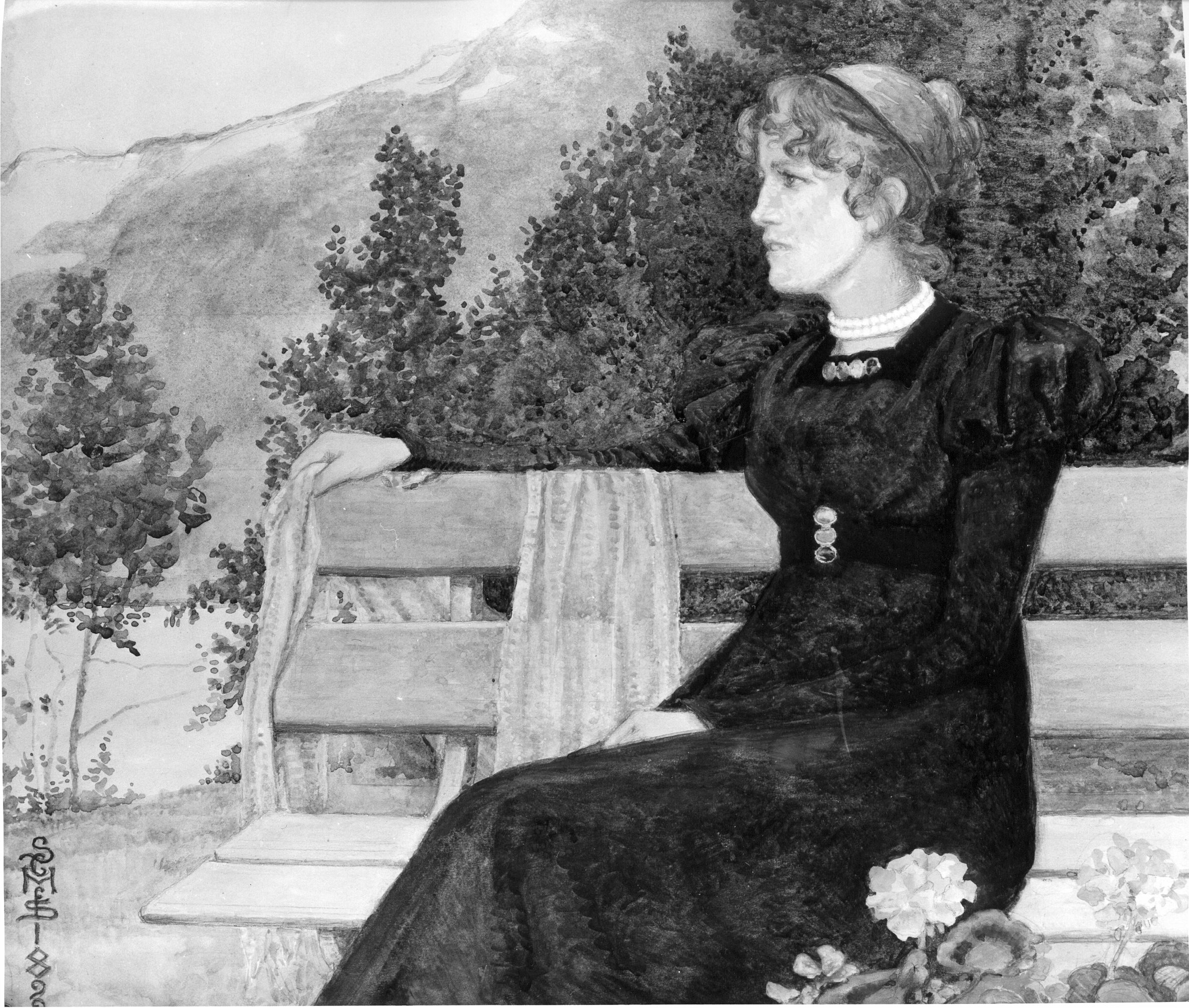
Hanna Castberg, 1899 (Pastell von Suzette Holten, Norwegisches Porträtarchiv)

Hanna Castberg besuchte Schulen in ihrer Geburtsstadt Skien, in Porsgrunn, im dänischen Næstved (das traditionsreiche Internat Herlufsholm), in Kristiania und in Trondheim, wo sich die Familie 1887 niederließ. 1891 legte sie das Abitur (Examen artium) an der 1152 gegründeten Domschule Trondheim ab.
Nach einer kurzen Zeit als Aushilfslehrerin an einem Gymnasium in Elverum war sie in den Jahren 1892 bis 1894 Gouvernante bei Pfarrer Hans Nicolai Erichsen in Trysil. Danach unterrichtete sie an einer privaten Sekundarschule in Norderhov (heute ein Teil von Ringerike) und an Ragna Nielsens Schule in Kristiania, die das erste koedukative Gymnasium Norwegens war. Nach ihrer Heirat 1900 gab sie den Lehrberuf auf.
Obwohl Ehefrau und Mutter, brachte Hanna von der Lippe ein starkes sozialpolitisches Engagement zum Ausdruck, durch Pressearbeit, Vortragsreisen und Tätigkeit in Organisationen. Unter anderem war sie ab 1921 Vorsitzende des Kvindernes Landsboligraad (Frauen-Wohnungsrat). Seit der Auflösung der Union zwischen Schweden und Norwegen im Jahre 1905 stand sie auf der radikalen Seite und vertrat eine kompromisslose Haltung zur norwegischen Unabhängigkeit.
Mit der Zeit engagierte sie sich in der 1886 gegründeten Arbeiterpartei, wo sie sich als mutige Schriftstellerin hervortat. Ihre Beiträge wurden häufig in den sozialistischen Tageszeitungen Dagbladet und Arbeiderbladet abgedruckt, und sie war eine frühe und produktive Mitarbeiterin der Wochenzeitschrift Urd, die sich gezielt an Frauen richtete.
Mehrere ihrer Vorträge wurden als Broschüren veröffentlicht, darunter Spædbarnstel (Säuglingsbetreuung), die von der Arbeiterpartei 1908 verteilt wurde, und Forbud mot kvinders natarbeide (Verbot der Nachtarbeit von Frauen), ein Vortrag, den sie am 12. Dezember 1912 vor der Norsk forening for socialt arbeide (Norwegischer Verein für Sozialarbeit) hielt.
In den 1920er Jahren schrieb Hanna Castberg von der Lippe mehrere Theaterstücke. Dommen – to skuespill wurde 1922 veröffentlicht und Brødre 1924. Das Drama Dei utstøytte (Die Ausgestoßenen) wurde 1925 in Landsmål (Nynorsk) veröffentlicht, nachdem es zuvor in Riksmål (Bokmål) in der Zeitschrift Dommen (Urteil) erschienen war. Es wurde am 1. Dezember 1925 im Det Norske Teatret uraufgeführt. Das Stück basiert auf einer wahren Begebenheit, die sich einige Jahre zuvor zugetragen hatte, als zwei kleine Jungen in einem Bauernhaus untergebracht wurden und ein Zimmer mit drei geisteskranken alten Menschen teilen mussten. Die Hauptrollen wurden von Nils Hald (1897–1963) und Lars Tvinde (1886–1973) gespielt.
Hanna Castberg von der Lippe war wie ihr Bruder Torgrim musikalisch veranlagt und eine ausgezeichnete Geigerin.
Ihre Asche wurde im Friedhof Vestre gravlund in Oslo beerdigt.

## Schriften (Auswahl)
- Spædbarnstel. (Säuglingsbetreuung.) Kristiania 1908.
- Forbud mot kvinders natarbeide. (Verbot der Nachtarbeit von Frauen.) Vortrag vor dem Norsk forening for socialt arbeide (Norwegischen Verein für Sozialarbeit) am 12. Dezember 1912. Norwegischer Verein für Sozialarbeit 1913.
- Dommen – to skuespill. (Das Urteil – zwei Theaterstücke.) Aschehoug, Kristiania 1922.
- Brødre. (Brüder.) Gyldendal, Kristiania 1924.
- Dei utstøytte. (Die Ausgestoßenen.) Det Norske Teateret, Oslo 1926.